# Trevåningsgrottan
Trevåningsgrottan är en sprickgrotta i Linköpings kommun. Grottan är belägen på en åkerholme vid Solltorp, drygt 3 km norr om Ulrika, i kommunens sydligaste del. Omkring 200 meter längre österut ligger Solltorpsgrottan. Trevåningsgrottans längd är uppmätt till 11 meter och djupet till 4 meter.
Grottan består av små underjordiska salar med trånga förbindelsegångar mellan. Även de två ingångshålen är trånga. Namnet kommer av att grottans tre huvudsalar har golven på olika höjd. På mellersta "våningen" finns förutom huvudsalen en mindre kammare. I grottans översta sal ligger ett av isen rundat stenblock.